# Świdwin
Świdwin (tedesco Schivelbein) è una città polacca del distretto di Świdwin nel voivodato della Pomerania Occidentale.

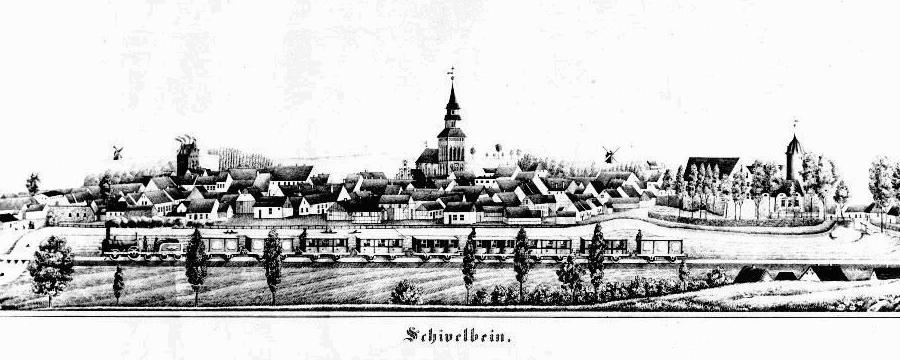
Schivelbein (1860)

Ricopre una superficie di 22,51 km² e nel 2007 contava 15 480 abitanti.